# Protestas de Camboya de 2013-2014
La crisis de Camboya de 2013 a 2014 conocidas localmente como las Protestas Contra el Gobierno (en jemer: បាតុកម្ម ប្រឆាំង រាជរដ្ឋាភិបាល) se inició como una serie de manifestaciones masivas (las primeras en la historia del país desde la restauración monárquica en 1993) entre julio de 2013 y julio del 2014. El motivo de dichas protestas fue la estrecha victoria electoral del Partido Popular, del Primer ministro Hun Sen, que gobernaba la nación asiática desde 1998. El gobierno camboyano se encontraba envuelto en acusaciones de fraude electoral masivo, autoritarismo y corrupción política, sumado a un empeoramiento reciente de la situación económica por la Gran Recesión de 2008 y la dependencia política del país de Vietnam, lo que provocaba en la población la creencia generalizada de que la administración de Hun Sen era en realidad un gobierno títere del país limítrofe. Los objetivos de los manifestantes eran la dimisión del gobierno, el aumento del salario mínimo a 160$ al mes, y el fin de la presencia vietnamita en el país.
A pesar de que el Partido Popular de Camboya ya había sido acusado de fraude previamente, en estas elecciones estuvo peligrosamente cerca de perder, debido a que la mayor parte de la oposición había logrado unificarse en el Partido de Rescate Nacional de Camboya, (CNRP) liderado por Sam Rainsy y Kem Sokha, ambos líderes sumamente populares. La pérdida de popularidad de Hun Sen, sumado a los esfuerzos del gobierno para debilitar a la naciente oposición provocaron un descontento general. Tras las denuncias de fraude electoral, el CNRP decidió boicotear la toma de posesión del parlamento, y organizó directamente las protestas desde julio, teniendo estas su punto máximo en diciembre de 2013. La represión gubernamental en enero de 2014 provocó cuatro muertos por heridas de bala. Las protestas terminaron en un estancamiento político, y Hun Sen logró hacer un trato con la oposición para permanecer en el poder.

## Contexto

### Gobierno de Hun Sen

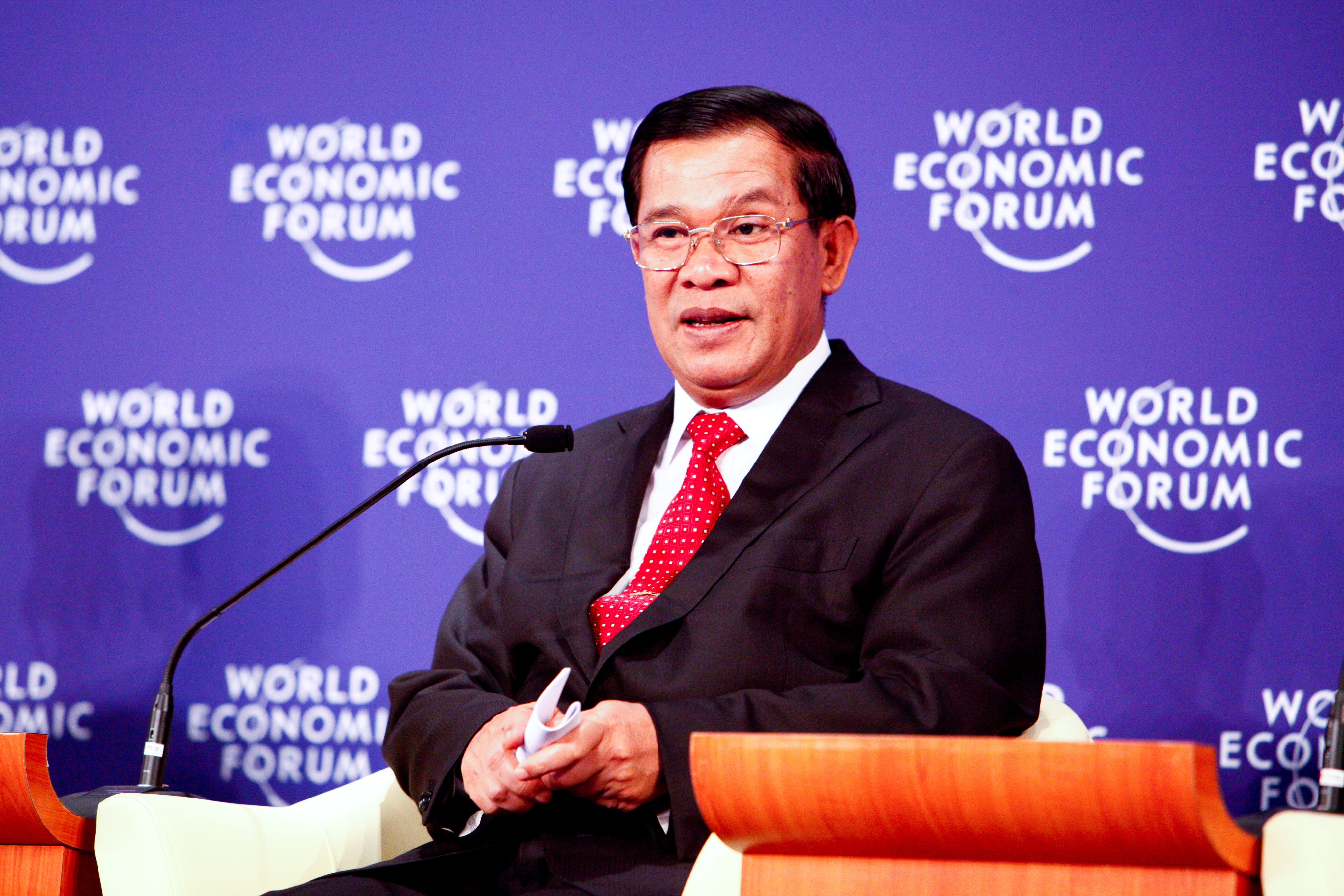
Hun Sen, Primer ministro de Camboya desde 1998, considerado principal responsable de la crisis.

Desde 1985, Hun Sen, antiguamente miembro de la guerrilla de los Jemeres Rojos, ha estado presente de forma marcada en la vida política de Camboya, primero como primer ministro de la República Popular de Kampuchea, y luego, tras la restauración monárquica, aunque su partido perdió las elecciones, se las arregló para formar una coalición parlamentaria y liderar el país de facto. En 1997, perpetuó un golpe institucional y militar contra el Primer ministro Norodom Ranariddh, y en 1998, logró una victoria aplastante en las elecciones generales, que fueron denunciadas como un fraude por los distintos grupos opositores. Desde entonces, Hun Sen ha dominado por medio del Partido Popular de Camboya (CPP) a la frágil democracia parlamentaria establecida en 1993. Desde su llegada al poder, Camboya está entre las secciones más bajas de los índices internacionales de libertad de prensa, percepción de corrupción y calidad de vida. Hun Sen ha dejado la mayor parte de la riqueza territorial en manos de los intereses vietnamitas, lo cual ha hecho que su administración sea acusada de clientelismo. La desigualdad en la distribución de la riqueza es un grave problema, y un tercio de los niños están desnutridos. Por su parte, los críticos del gobierno son constantemente acosados y detenidos bajo cargos dudosos. Sin embargo, Camboya es considerado uno de los países más estables y libres de la región Indochina, aunque eso es solo teniendo en cuenta el estado de los demás países: China, Laos y Vietnam son estados socialistas de partido único, y la fuerte inestabilidad política de Tailandia propicia diversos golpes de estado que impiden una consolidación democrática.

### Fortalecimiento de la oposición
A pesar del creciente autoritarismo del gobierno camboyano, desde el hundimiento del partido monarquista Funcinpec (conocido por estar liderado por miembros de la Familia Real Camboyana), la oposición civil ha experimentado un fuerte crecimiento en cuanto a popularidad y recursos. Entre los años 1995 y 2007 se fundaron el Partido Sam Rainsy o SRP (nombrado así por su líder), y el Partido de los Derechos Humanos, liderado por Kem Sokha. En las elecciones generales de 2008, el CPP obtuvo su mayor victoria logrando más del 58% de los votos y 90 escaños de la Asamblea Nacional, siendo estos resultados considerados ficticios por la oposición. Sin embargo, la victoria del CPP fue propiciada en la práctica por la división casi total de los demás partidos de la oposición. El alza de la popularidad de Sam Rainsy provocó que el gobierno aumentara el acoso hacia su persona, acusándolo de diversos cargos de difamación, a pesar de gozar de inmunidad parlamentaria. En 2008, el activista del SRP, Tuot Saron fue detenido bajo la acusación de "ser cómplice de confinamiento ilegal". Los grupos internacionales de derechos humanos como Human Rights Watch y Amnistía Internacional describen los cargos como un intento políticamente motivado para intimidar a otros activistas de SRP. Saron fue liberado el 26 de noviembre de 2010 por un indulto real. Finalmente, Rainsy debió exiliarse formalmente entre 2010 y 2013 luego de ser acusado de alterar un mapa de Camboya para resolver el conflicto fronterizo con Vietnam, supuestamente actuando en favor del país vecino, lo que le valió el retiro de su inmunidad.
Tras varias negociaciones, el 17 de julio de 2012, Rainsy se reunió con Kem Sokha en Manila, Filipinas y ambos acordaron la fusión de sus dos partidos, fundando el Partido de Rescate Nacional de Camboya, con una plataforma de centroderecha por una democracia liberal y un nacionalismo cívico populista. El partido debía entonces concurrir a las siguientes elecciones generales, previstas para julio de 2013. El 31 de diciembre de 2012, finalizó el registro de votantes para esas elecciones, y el gobierno se valió de la ausencia de Rainsy en el país para proscribirlo de la política, por no estar presente en Camboya al momento del registro. Sin embargo, por un indulto real concedido por el Rey Norodom Sihamoní, el 12 de julio de 2013 a Rainsy se le permitió regresar al país, donde fue recibido por una multitud de admiradores que lo ovacionaron en el Aeropuerto Internacional de Nom Pen. Allí, pronunció un discurso ante sus seguidores, donde se comprometía a rescatar a la nación, y reafirmaba el compromiso de la oposición unida contra Hun Sen. Sin embargo, los esfuerzos para retirar la proscripción a Rainsy fueron en vano, y Sokha debió liderar nominalmente al partido durante las elecciones.

### Elecciones de 2013

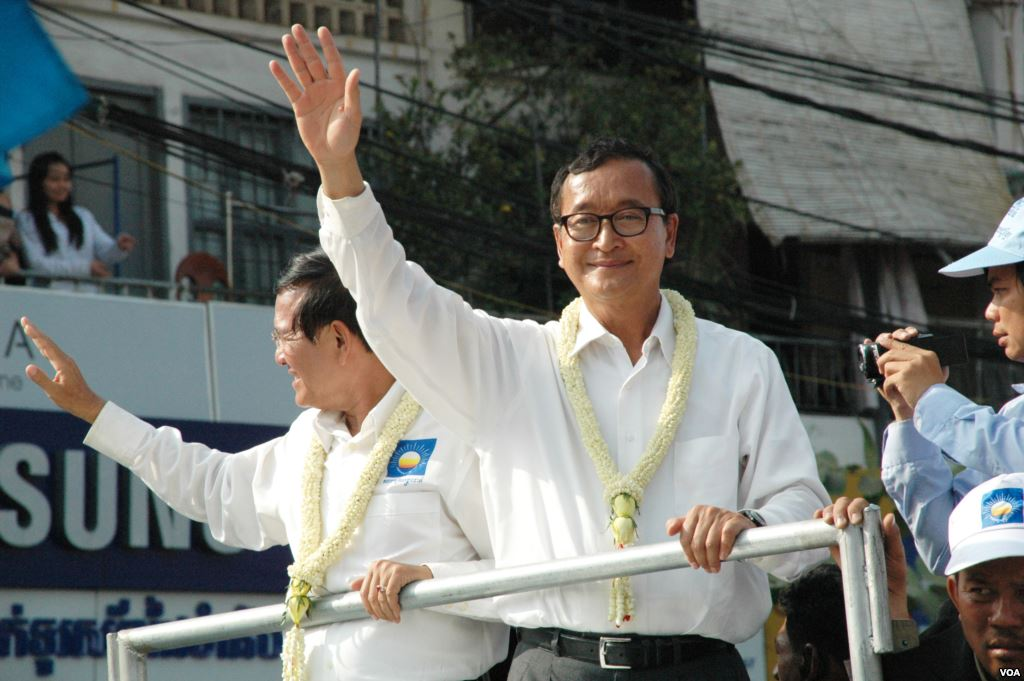
Los líderes opositores Sam Rainsy y Kem Sokha saludan a un grupo de manifestantes en diciembre de 2013.

Las elecciones tuvieron lugar el 28 de julio de 2013. A pesar de que obviamente estaba debilitándose, el CPP reclamó la victoria con 68 escaños, mientras que el CNRP obtuvo 55, siendo el peor resultado del Partido Popular desde su llegada al poder. A pesar del avance, el CNRP no reconoció los resultados y los denunció como fraudulentos, por lo que decidió boicotear la apertura del parlamento, afirmando profundas irregularidades. La Unión Europea y los Estados Unidos expresaron su preocupación por un posible fraude electoral. La organización no gubernamental Human Rights Watch instó al gobierno de Hun Sen a realizar una investigación por medio de una comisión independiente que se encargara de revisar las denuncias, cosa que fue tajantemente rechazada por el Primer ministro. Las negociaciones fracasaron, y el CNRP organizó entonces protestas multitudinarias, que incluían hasta motocicletas con pancartas en contra del gobierno. Hun Sen se refirió a las manifestaciones como ilegales, y alegó que Rainsy quería "llevar al país hacia la anarquía".

## Desarrollo
El viernes 3 de enero de 2014, la policía abrió fuego contra varios trabajadores que protestaban frente a unas tiendas de ropa en Nom Pen, acabando con la vida de cuatro personas e hiriendo a más de una veintena. Los manifestantes bloquearon la carretera y había arrojado botellas y piedras a la policía en represalia por la violencia hacia otros manifestantes y sacerdotes antes durante ese mismo día. Además, los trabajadores organizaron una huelga general por la negativa del gobierno de aumentar el salario mínimo a 160$ al mes. Se reportó también violencia contra los residentes vietnamitas en Camboya, más concretamente la destrucción de una cafetería que era propiedad de una familia vietnamita.
Apenas unos días antes, Hun Sen realizó una visita de estado a Vietnam, lo cual le valió una acusación de la oposición de buscar la ayuda militar del país vecino para resolver el conflicto. Ante esta situación, Kem Sokha dijo que Hun Sen podría sin lugar a dudas aprovechar el viaje para buscar el apoyo de Vietnam para mantenerse en el poder, y agregó que el Primer ministro debe discutir los problemas del país con los camboyanos en lugar de líderes extranjeros. El sábado 4 de enero, las autoridades camboyanas entraron en el campo principal de las protestas y utilizaron la violencia para dispersar a los manifestantes. También se prohibieron nuevas protestas. Los líderes de oposición fueron convocados a la Corte Municipal de Nom Pen para ser interrogados por provocar la huelga general y confabularse con los sindicatos para "perturbar el orden social".

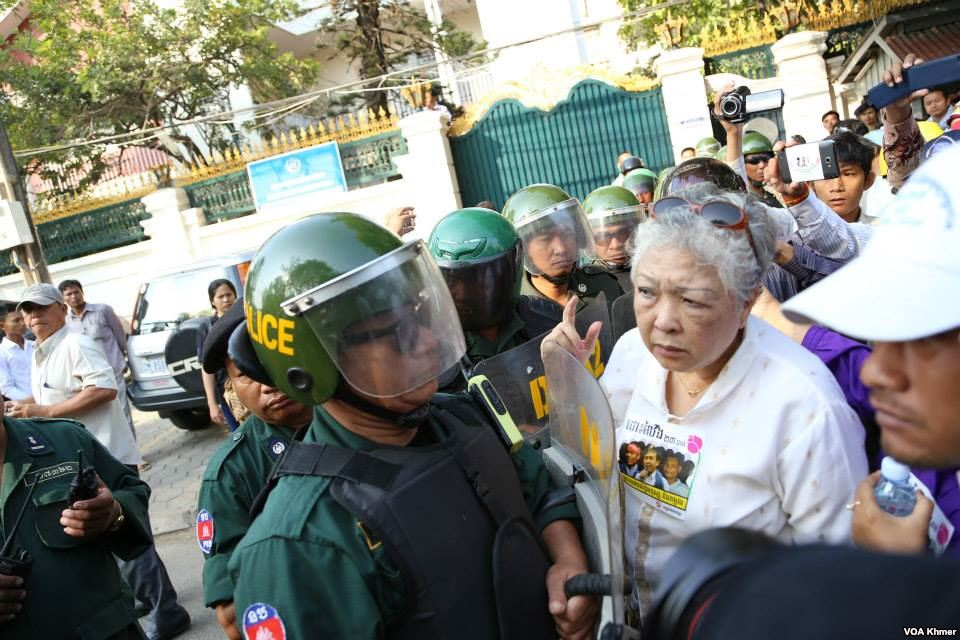
La policía antidisturbios bloquea una manifestación en Nom Pen, enero de 2014.

Algunos días más tarde, el 25 de febrero, Hun Sen finalmente anunció que se levantaba la prohibición de manifestarse en público, pero advirtió que cualquier protesta contra su gobierno sería rápidamente dispersada por partidarios del Partido Popular.
El 8 de junio de 2014, un numeroso grupo de manifestantes protestaron frente a la embajada vietnamita de Nom Pen exigiendo una disculpa pública de Vietnam por ser los responsables de la pérdida de territorio de Camboya en 1949, durante la guerra de independencia de Indochina. La embajada emitió un comunicado el 9 de julio, llamando a Camboya a que respete la soberanía y la independencia de Vietnam y se negó a disculparse. La protesta fue posteriormente disuelta por las autoridades locales, dejando 10 heridos.
El 15 de julio, unos 200 manifestantes de la oposición marcharon en el Parque de la Libertad de Nom Pen cuando ocurrió otro estallido de violencia, sólo que esta vez las cosas cambiaron. Esta vez, las fuerzas de seguridad del Distrito de Daun Penh fueron severamente golpeadas por los manifestantes, lo que resulta en al menos 8 guardias heridos. Los guardias de seguridad hospitalizados hicieron llamados a la justicia y condenaron a la oposición por la violencia. Seis diputados electos de la oposición fueron detenidos, incluyendo el líder de la protesta Mu Sochua. El 17 de julio, Kem Sokha fue convocado a la Corte Municipal de Nom Pen por su implicación en las protestas. El 19 de julio, Rainsy regresaba a Nom Pen, después de haber estado refugiado en Europa durante la crisis política. El 22 de julio, aceptó reunirse con Hun Sen para llegar a un acuerdo, poniendo fin a la crisis política más larga de la historia del país.

## Resolución y acuerdo
Las protestas comenzaron a debilitarse a medida que avanzaba el año 2014. El 22 de mayo de ese mismo año, un golpe de Estado militar en Tailandia derrocó al gobierno democrático de Niwatthamrong Boonsongpaisan, que en su momento había declarado su apoyo a los manifestantes. Tailandia era la única democracia limítrofe de Camboya, y el aumento de la inestabilidad en dicho país, puesto que el golpe se había ejecutado en medio de una serie de protestas contra el gobierno, pudo reducir el afán de los manifestantes en derrocar al CPP.
Tras la reunión del 22 de julio, el Partido de Rescate Nacional de Camboya aceptó finalmente ingresar al parlamento. Se firmó un acuerdo entre ambas partes para compartir funciones de liderazgo en la Asamblea Nacional. La sede del primer vicepresidente de la Asamblea Nacional se llevará a cabo por un miembro de la CNRP, y el segundo vicepresidente de la Asamblea Nacional sería un miembro del CPP. La oposición también presidirá 5 de las 10 comisiones, incluida la Comisión Anticorrupción de reciente creación. Además, Sam Rainsy, que fue excluido de participar en las elecciones, fue aceptado como miembro del Parlamento. Diputados de la oposición fueron juramentados en el Palacio Real el 5 de agosto de 2014.

## Reacciones internacionales
Las Naciones Unidas y el Departamento de Estado de los Estados Unidos condenaron la violencia gubernamental. El congresista estadounidense Ed Royce instó a Hun Sen a dimitir: "Es hora de que Hun Sen ponga fin a sus tres décadas de agarre al poder y renuncie". Frente a la Casa Blanca, más de 500 camboyanos se manifestaron pacíficamente pidiendo la ayuda de Estados Unidos para resolver el conflicto, y exigieron la liberación de los presos políticos de Camboya. Enviados de la ONU visitaron Camboya y se reunieron con Hun Sen.
El 29 de enero, Sam Rainsy viajó a Ginebra, donde el Consejo de Derechos Humanos de la ONU estaba revisando el historial de derechos humanos de Camboya durante el segundo ciclo del examen periódico universal de Camboya. Los países que presentaron su preocupación por los derechos humanos en Camboya fueron: Japón, Tailandia, Australia, Alemania, Polonia y la Unión Europea en su conjunto. Human Rights Watch llamó a la ONU para presionar al gobierno de Camboya.